# Dallas Semiconductor
Компания Dallas Semiconductor Corporation основана в 1984 году в Далласе (штат Техас, США), занималась разработкой и производством цифровых, аналоговых и комбинированных интегральных схем. В 2001 году объединилась через поглощение с компанией Maxim Integrated Products (основана в 1983 году в США, штат Калифорния), также специализировавшейся на выпуске микросхем. В 2021 году составе Maxim поглощена компанией Analog Devices.
За 19 лет своей работы фирмы Maxim и Dallas выпустили и представили на рынке более 3000 типов аналоговых микросхем — больше, чем любая другая компания в этой области электроники.
Компания Maxim/Dallas Semiconductor Inc выпускает широкий спектр линейных микросхем и микросхем для обработки сигналов, применяющихся во многих областях электроники. Общее назначение её продукции — соединить мир аналоговых сигналов с миром цифровой техники. Микросхемы производства Maxim/Dallas Semiconductor обеспечивают измерение, усиление и преобразование в цифровую форму для последующей компьютерной обработки различных аналоговых сигналов, снимаемых с различных датчиков, например, таких, как звук, давление, температура и т. п. В 1993 году продукция фирмы Maxim прошла сертификацию на соответствие стандарту ISO9001, в 1995 году — ISO9002, а в 2001 году — ISO9000.
1-Wire (с англ. — «один провод») — двунаправленная шина связи для устройств с низкоскоростной передачей данных (обычно 15,4 Кбит/с, максимум 125 Кбит/с в режиме overdrive), в которой данные передаются по цепи питания (то есть всего используются два провода — один общий (GND), а второй для питания и данных; в некоторых случаях используют и отдельный провод питания). Разработана корпорацией Dallas Semiconductor (англ.) (с 2001 года — Maxim Integrated (англ.)) и является её зарегистрированной торговой маркой.
Соответственно, топология такой сети — общая шина. Сеть устройств 1-Wire со связанным основным устройством названа «MicroLan», это также торговая марка Dallas Semiconductor.
Обычно используется для того, чтобы связываться с недорогими простыми устройствами, такими, как, например, цифровые термометры и измерители параметров внешней среды.
Позже основана одноимённая группа Dallas Semiconductor во главе Maxim, Dallas Sunquwoners и Paul Semdiankin.
Общей задачей компании Maxim является непрерывная разработка новых аналоговых технических решений, которые повышают уровень микропроцессорных систем её клиентов во всем мире. Компания постепенно увеличила активы своих акционеров за счет грамотной ценовой политики, правильно выбранной цели, за счет сокращения времени выхода на рынок с готовыми решениями и увеличения технической производительности. В свою очередь вклад в общий успех вносит корпорация Dallas Semiconductor, которая полностью находится в собственности Maxim и объединила с ней продукцию, разработки, производства и рынки смешанных сигналов и специальных полупроводников.

## Сфера деятельности
Компания Maxim Integrated Products организована в 1983 года на 1 год ранее Dallas Semiconductor и на сегодняшний день является мировым лидером в разработке, развитии и производстве интегральных схем для работы с аналоговыми и смешанными сигналами. Схемы Maxim «соединяют» реальный мир с цифровым за счет контроля, измерения, усиления и преобразования сигналов реального мира, таких как температура, давление или звук в цифровые, необходимых для компьютерной обработки.
В качестве отправной точки при разработке изделий с широкой областью применения в компании используют проблемы клиента. Собственные оригинальные схемные решения интегрируют ключевые функции отвечающих требованиям клиента и сферы применения. Продукция выпускается по КМОП технологии и способна конкурировать и опережать имеющуюся в промышленности тенденцию снижения потребляемой мощности. Компания вкладывает средства в создание большого количества комплектующих электронных изделий, используя продвинутые технологии, тем самым добиваясь привлечения различных клиентов и выхода на разнообразные рынки.
К обслуживаемым рынкам относятся широкополосные телекоммуникационные системы, беспроводные телефонные трубки, сотовые базовые станции, безопасные коммуникации через интернет, серверы, управление данными, испытательное и медицинское контрольно-измерительное оборудование, домашние и коммерческие приборы, промышленное оборудование и сетевые системы управления.
На заводах подразделения Dallas Semiconductor производят КМОП микросхемы на 6 дюймовых кристаллах с геометрией до 0.35 мкм. Компания преобразует текущее 6 дюймовое производство к 8 дюймовому, планируя завершить его в 2002 году. Начиная с 1999 года появилась возможность проверки на ударную прочность корпусов микросхем при производстве.

## Продукция и область применения
В состав выпускаемой продукции входят преобразователи данных, интерфейсные схемы, микропроцессорные супервизоры, операционные усилители, источники питания, мультиплексоры, коммутаторы, зарядные устройства, схемы управления батареями, радиочастотные схемы для беспроводной связи, волоконно-оптические приемопередатчики и источники опорного напряжения.
Только Maxim выпускает более 3500 аналоговых интегральных схем, что больше чем любая другая компания в мире, при этом более 3000 единиц её продукции являются собственной разработкой. Плюс подразделение Dallas Semiconductor разработало более 400 основных продуктов и более 2000 их интерпретаций, которые были отправлены более чем 15000 клиентам по всему миру.
Продукция компании используется в широком диапазоне электронного оборудования с микропроцессорной основой, в том числе персональные компьютеры и периферийные устройства, управление процессами, контрольно-измерительная аппаратура, испытательное оборудование, переносные устройства, беспроводные и волоконно-оптические коммуникационные системы, а также видеодисплеи.
Продукция для коммуникационных систем: интерфейсные микросхемы T1/E1 (фреймеры, трансиверы, тестеры ошибок связи и адаптеры синхронизации), широкополосные устройства T3/E3 (интерфейсы, фреймеры и мультиплексоры), а также HDLC-контроллеры, обеспечивающих высокую плотность и производительность для канализированной и неканализированной высокоскоростной передачи данных, обслуживая широкий диапазон рынков.
Однопроводной интерфейс (1-Wire®) и вычислительные сети: Устройства с однопроводным интерфейсом отличаются меньшей стоимостью и простотой проектирования, при этом протокол связи обеспечивает возможность управления, сигнализации и питания через однопроводное соединение. Большое количество устройств идентификации, датчиков, устройств управления и памяти выпускаются в обычных корпусах интегральных схем, а также в сверхминиатюрном CSP и защищенном от механических воздействий бронированном iButtons®.
Смешанные сигналы: К основным изделиям, на которых была построена компания и при разработке которых были решены первые проблемы, относятся энергонезависимые ОЗУ, часы реального времени, супервизоры для ЦПУ, полупроводниковые таймеры, цифровые потенциометры, температурные датчики, SCSI-терминаторы, кварцевые генераторы с температурным управлением и регистраторы информации. Деловая информация
По состоянию на 29 июня 2002 года чистый годовой доход компании составил 1.025 млрд долл. США. Компания имеет штат из 6000 сотрудников. Головной офис компании находится в Саннивале штата Калифорния, а представительства в Сан-Хосе (ш. Калифорния), Далласе (ш. Техас); Беавертоне (ш. Орегон), Кавите (Филиппины), Самутпракаме (Таиланд) и других местах по всему земному шару..
Подразделение Dallas Semiconductor находится в Далласе (ш. Техас) недалеко от Telecom Corridor. Изолированный от городского шума университетский городок подразделения с 18 строениями на 50 акрах земли граничит непосредственно с высокоплотным районом ресторана Addison.